# Patinação artística nos Jogos Olímpicos de Inverno de 1932 - Duplas
A competição de duplas da patinação artística nos Jogos Olímpicos de Inverno de 1932 foi disputado entre 7 duplas.

## Medalhistas
| Ouro   | FRA Andrée Brunet / Pierre Brunet     |
| Prata  | USA Beatrix Loughran / Sherwin Badger |
| Bronze | HUN Emilie Rotter / László Szollás    |

## Resultados
| #                 | Nome                                            | Pos. | Pontos |
| ----------------- | ----------------------------------------------- | ---- | ------ |
| Medalha de ouro   | FRA Andrée Brunet / Pierre Brunet               | 12   | 76.7   |
| Medalha de prata  | USA Beatrix Loughran / Sherwin Badger           | 16   | 77.5   |
| Medalha de bronze | HUN Emilie Rotter / László Szollás              | 20   | 76.4   |
| 4                 | HUN Olga Orgonista / Sándor Szalay              | 28   | 72.2   |
| 5                 | CAN Constance Wilson-Samuel / Montgomery Wilson | 35   | 69.6   |
| 6                 | CAN Frances Claudet / Chauncey Bangs            | 36   | 68.9   |
| 7                 | USA Gertrude Meredith / Joseph Savage           | 49   | 59.8   |

Legenda
| Recorde mundial      | Recorde mundial (World record)               |                       | Recorde africano                      | Recorde africano (African) |                                           | Q | Classificado por posição (Qualified) |
| Recorde olímpico     | Recorde olímpico (Olympic record)            | Recorde da América    | Recorde da América (Americas)         | q                          | Classificado por melhor tempo (Qualified) |   |                                      |
| Melhor marca do ano  | Melhor marca do ano (World leading)          | Recorde asiático      | Recorde asiático (Asian)              | DNS                        | Não largou (Did not start)                |   |                                      |
| Recorde nacional     | Recorde nacional (National record)           | Recorde europeu       | Recorde europeu (European)            | DNF                        | Não terminou (Did not finish)             |   |                                      |
| Recorde pessoal      | Recorde pessoal do atleta (Personal best)    | Recorde da Oceania    | Recorde da Oceania (Oceania)          | DSQ / DQ                   | Desclassificado (Disqualified)            |   |                                      |
| Recorde da temporada | Recorde da temporada do atleta (Season best) | Recorde sul-americano | Recorde sul-americano (South America) | NM                         | Sem marca (No mark)                       |   |                                      |